# Цветана Коларова
Цветана Петрова Коларова е български сценарист.

## Биография
Родена е в Москва на 3 май 1940 г. Завършва през 1968 г. журналистика в Софийския университет.

## Филмография
- Кмете, кмете (1990)